# Martín Goitía
Martín José Goitía (San Roque, 11 de noviembre de 1869 - Corrientes 25 de agosto de 1948) fue un político argentino, perteneciente al Partido Liberal de Corrientes. Fue el cuarto gobernador del Territorio Nacional del Chaco, desde la Organización de los Territorios Nacionales de 1884(Ley 1532), entre el 28 de enero de 1905 al 6 de junio de 1905 (1 período). Luego ocupó el cargo de Gobernador de Corrientes  entre 1908 y 1909, cuando es destituido por la Legislatura de Corrientes.

## Trayectoria
Fue designado Gobernador del Territorio Nacional del Chaco en 1905 designado por Manuel Quintana, cargo en el que se desempeñó hasta el 6 de junio de 1905. Fue el primer gobernador civil de aquella provincia, durante su gestión se inauguró la primera sucursal del Banco Nación en 1907 exhortó al Gobierno central a proteger el cultivo del algodonero en el Chaco, a fin de intensificar la producción, considerando base del futuro productivo de la región. El 11 de marzo de 1908 comenzó a funcionar el primer cine en Resistencia. Por el organismo respectivo se licitó la concesión para la instalación del servicio público de luz eléctrica que se inauguró en 1907. Fomentó la instrucción primaria creando varias escuelas y un centro tecnológico agrícola, llamado “Escuela de Agricultura de Cultivo Subtropical”, en Colonia Benítez. Gracias a sus inquietudes logró la prosecución del tendido de las vías del ex Ferrocarril Santa Fe hasta Barranqueras, que había quedado interrumpido en La Sabana. Se trazaron caminos carreteros; se construyeron puentes y alcantarillas uniendo las principales poblaciones. Creó la Asociación Defensora de los Indígenas, poniendo al frente de la institución al eminente naturalista don Enrique Lynch Arribálzaga. Se crearon nuevas colonias agrícolas-ganaderas donde se radicaron muchos agricultores y limitados ganaderos del Chaco, Corrientes y norte de Santa Fe. Aparecieron las colonias: Pastoril, Mixta y El Zapallar.Se construyó el Hospital Regional Mixto y varios caminos y puentes. Nacieron los poblados de  Pastoril, Mixta y El Zapallar (actual ciudad de General José de San Martín), y se convocaron elecciones de Concejales en los municipios. Se realizó la mensura definitiva de Barranqueras.
El 5 de agosto de 1908 fue proclamado como el 36to. Gobernador constitucional de Corrientes por el Colegio Electoral junto con Juan Resoagli, del Partido Autonomista, debía completar el cuatrienio 1905-1909 iniciado por Juan Esteban Martínez. Buscó llevar un gobierno de conciliación entre los dos partidos correntinos que gobernaron mayoritariamente en esas épocas, el Autonomista y Liberal, al que pertenecía. Una alianza opositora entre el Partido Autonomista junto a un sector del Partido Liberal, dirigido por Juan Ramón Vidal, que en antaño había respondido Juan Esteban Martínez y dio inicio a un anormal funcionamiento del poder legislativo provincial, motivó la intervención de la Legislatura de Corrientes y del Poder Ejecutivo por el presidente José Figueroa Alcorta, designando al diputado nacional Pedro Olaechea y Alcorta para garantizar el normal funcionamiento del poder legislativo el 14 de abril de 1909.
El 27 de abril de aquel año se presentó un proyecto de juicio político por la oposición en la Cámara de Diputados, acusándosele a Goitía frente al Senado, quedando suspendido como gobernador y puesto en funciones el vicegobernador Resoagli por el interventor federal. Finalmente el Senado destituyó a Goitía el 14 de junio de 1909.